# Abadia de Silvanés
L'abadia de Silvanés està situada a la comuna francesa del mateix nom, al departament d'Avairon. És una abadia cistercenca, que presenta un relatiu bon estat de conservació.

## Història
L'abadia fou fundada el 1136 per Pons de Léras, originari d'aquestes terres, que s'hi va retirar per dedicar-se a l'oració. La construcció del monestir es va iniciar el 1151. La vida del centre es va desenvolupar amb normalitat fins que el 1477 va començar a tenir abats comendataris, que no residien amb la comunitat, i que, com a altres monestirs va significar l'inici de decadència. Més endavant va començar la destrucció dels edificis, cosa que es va agreujar amb la Revolució, quan les dependències conventuals van passar a mans particulars i l'església a parroquial (1791). El 1854 el lloc va obtenir la classificació de Monument Historique. El 1970 la comuna va poder recuperar la propietat de la part del monestir que era a mans particulars.

## Els edificis
Es conserva la magnífica església de nau única, amb capelles laterals entre els contraforts. Té un absis central rectangular, de grans dimensions, amb dos absis laterals a cada costat, tots ells oberts al transsepte.
Per una porta hom accedia al claustre, del que queda una mínima part, amb arcs apuntats. D'aquí es pot accedir a la sala capitular, una sala de grans dimensions ara una mica emmascarada pels estucs de l'època en què es va destinar a sala de recepcions (segles XVII i XVIII).

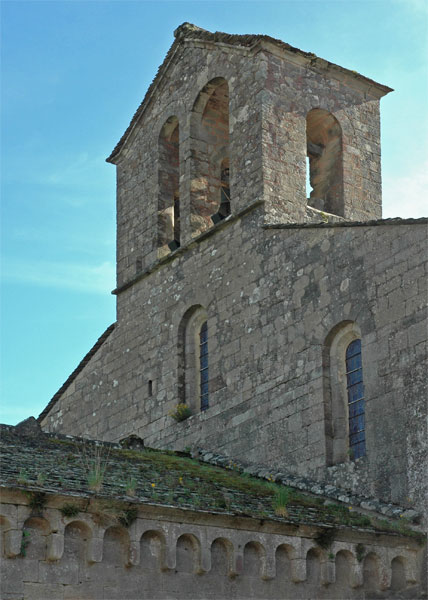
El campanar
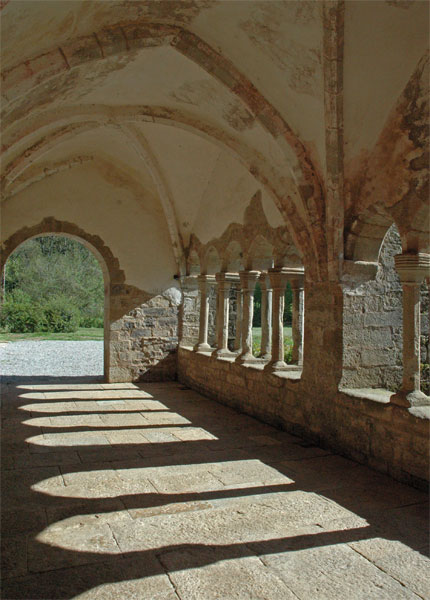
Galeria del claustre
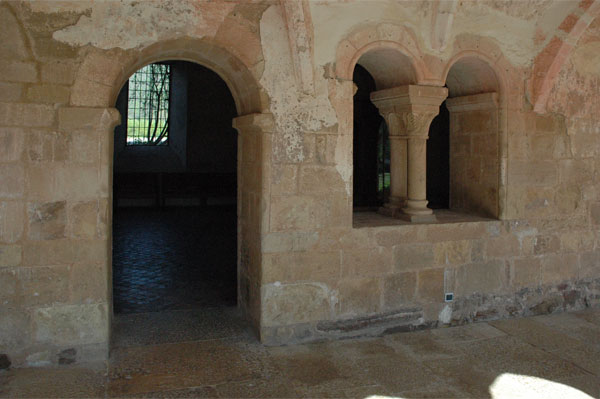
Façana de la sala capitular
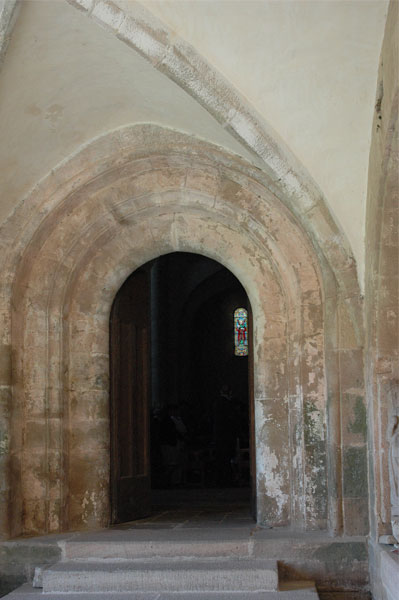
Portal entre l'església i el claustre